# Serra Preta
Serra Preta este un oraș în statul Bahia (BA) din Brazilia.